# 볼히니아 공국
볼히니아 공국(우크라이나어: Волинське князівство)은 987년 류리크 왕조의 브세볼로드가 볼히니아 지역을 중심으로 설립한 키예프 루스의 공국으로, 오늘날 우크라이나, 벨라루스, 폴란드에 걸쳐있다. 1069년부터 1118년까지 주로 투로프에서 통치한 이자슬라비치의 소유였다(투로프 공국 참조). 1105년 모노마코비치에게 투로프를 잃은 후, 이자슬라프 야로슬라보비치의 후손들은 몇 년 동안 볼히니아를 계속 통치했다. 1154년부터 1199년까지 볼히니아 공국은 루츠크 공국(1154-1228)이 분리될 때 볼로디미르 공국(라틴어: Lodomeria 로도메리아[*])로 불렸다.